# Hanging Rock, Ohio
Hanging Rock là một làng thuộc quận Lawrence, tiểu bang Ohio, Hoa Kỳ. Năm 2010, dân số của làng này là 221 người.